# Redwater (Teksas)
Redwater – miasto w Stanach Zjednoczonych, w stanie Teksas, w hrabstwie Bowie.